# Машинска школа Ниш
Машинска школа Ниш је једна од четворогодишњих средњих школа на територији града Ниша и функционише у оквиру образовног система Републике Србије. Данас школа носи назив Машинска школа и има статус средње стручне школе са два подручја рада: Машинство и обрада метала и Саобраћај – група Железнички саобраћај.

## Историјат
Школа је основана 1. септембра 1923. године на иницијативу Железничке радионице и Генералне дирекције железничких радионица и одлуке Министарства железница, као одговор на повећане потребе за стручним кадровима за железничку радионицу и ложионицу у Нишу. Временом је прерасла у Железничку индустријску школу (ЖИШ) из које су излазила кадрови како за потребе железнице тако и за друга предузећа из области машиноградње. 
Школска зграда је више пута дограђивана, а од 2003. године кроз Програм реформе средњег стручног образовања у сарадњи са локалном заједницом и сопственим напорима интензивно се ради на преуређењу учионичког простора (кабинети, специјализоване учионице, осавремењене радионице...). Промене у друштву и покушаји реформе образовног система, условиле су да је Школи неколико пута мењан назив (Железничка занатлијска школа, Железничка индустријска школа, МОЦ „Вељко Влаховић”, Машинска школа „25.мај”), али је увек важила за најстарију машинску школу у Нишу која је школовала ученике углавном за потребе машинске струке са увек наглашеном иницијативом да се у Школи поново образују кадрови за потребе железнице која је постала стварност од школске 2005/06. године.

## Образовни профили

### Подручје рада Машинство и обрада метала
Образовни профили у трогодишњем трајању
- индустријски механичар
- бравар-заваривач
- металостругар
- заваривач
- металоглодач
- бравар
- машинбравар
- механичар НУ машина
- механичар хидраулике и пнеуматике
- механичар радних машина
- механичар – оружар
- механичар оптике
- оператер машинске обраде

Образовни профили у четворогодишњем трајању
- техничар оптике
- техничар за компјутерско управљање (CNC) машина
- машински техничар за репаратуру – оглед
- машински техничар за компјутерско конструисање
- погонски техничар машинске обраде
- погонски техничари – механичари радних машина
- техничар хидраулике и пнеуматике
- техничар машинске енергетике

Специјалистичко образовање
- оптичар- оптометриста
- механичар алатних машина специјалиста
- заваривач специјалиста
- металостругар специјалиста
- металоглодач специјалиста
- механичар шинских возила специјалиста
- механичар хидраулике и пнеуматике,специјалиста
- механичар – оружар специјалиста

### Подручје рада Саобраћај – група Железнички саобраћај
Образовни профили у трогодишњем трајању
- кондуктер у железничком саобраћају

Образовни профили у четворогодишњем трајању
- техничар вуче
- техничар техничко колске делатности
- саобраћајно- транспортни техничар
- транспортни комерцијалиста

Специјалистичко образовање
- саобраћајно – транспортни техничар – специјалиста
- техничар техничко колске делатности – специјалиста